# Werner Reichhold
Werner Reichhold (* 17. Juli 1925 in Berlin; † 20. Juni 2017 in Gualala, Kalifornien, USA) war ein deutscher Bildhauer und Zeichner. In den 1990er Jahren wandte er sich der Lyrik (insbesondere Haikus) zu.

## Leben und Werk
Reichhold war Soldat im Zweiten Weltkrieg. Nach seiner Rückkehr aus der Kriegsgefangenschaft ging er nach Hamburg, wo er an der Hochschule für Bildende Künste Berlin bei Gustav Seitz Bildhauerei studierte, dann von 1949 bis 1951 an der Landeskunstschule Hamburg bei Edwin Scharff. 1953 begann er, als Bildhauer auszustellen, 1956 nahm er an einer Ausstellung zusammen mit Karl Goris in der Kunsthalle Hamburg teil.
1958 erhielt er das Stipendium des Lichtwark-Preises, 1962/1963 war er Stipendiat an der Villa Massimo in Rom. Von 1960 bis 1962 hatte er einen Lehrauftrag an der Werkkunstschule Hannover. 1961 stellte er im Kunstverein Braunschweig in der Villa Salve Hospes aus. 1964 erhielt er zusammen mit Gustav Seitz den Edwin-Scharff-Preis. Seine Arbeiten wurden von der Stadt Hamburg und gemeinnützigen Wohnungsgesellschaften im Rahmen des Programms Kunst am Bau angekauft. Auch der Oldenburger Kunstverein kaufte Arbeiten an.
1971 heiratete er die amerikanische Lyrikerin Janet Eileen Styer (1937–2016), die seinen Namen annahm. Das Ehepaar Reichhold lebte erst in Hamburg-Duvenstedt und zog 1987 nach Gualala in Kalifornien. Dort lebten sie bis zum Ende ihres Lebens. Werner Reichhold nahm zuletzt 1995 an einer Ausstellung bildender Kunst teil. Gemeinsam mit seiner Frau gründete er die Zeitschrift Lynx (2000–2014) und gab Lyrik (insbesondere Haikus) heraus. Werner Reichhold schied 2017 freiwillig aus dem Leben, nachdem seine Frau Jane Reichhold bereits im Vorjahr diesen Weg gewählt hatte.

## Arbeiten im öffentlichen Raum (Auswahl)

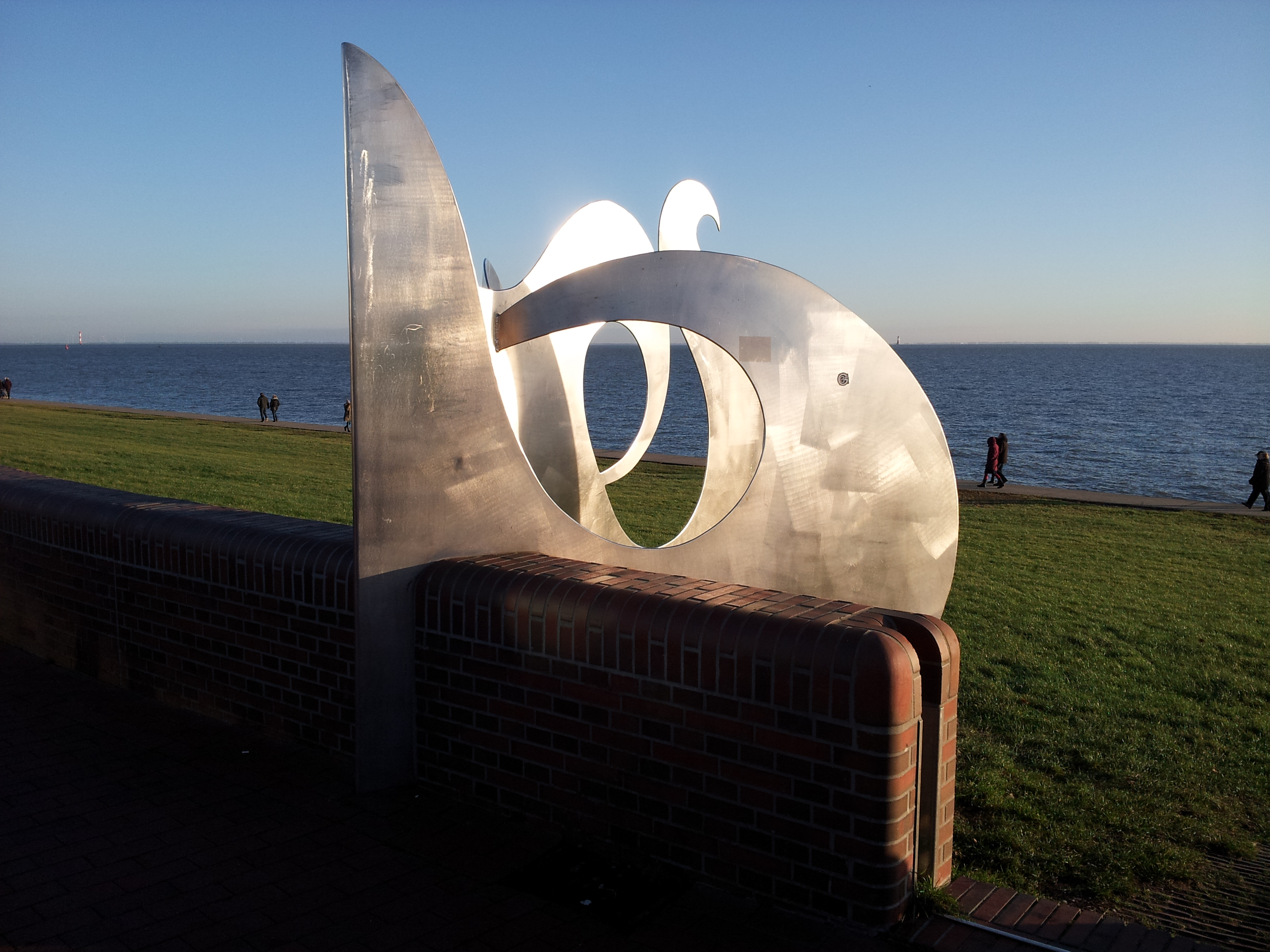
Welle über die Mauer, Wilhelmshaven

- 1958: Zwei Flamingos, Schule Eduardstraße, Hamburg-Eimsbüttel
- 1959: Vier Jahreszeiten, Grundschule St. Nikolai, Robert-Koch-Straße, Hamburg-Eppendorf
- 1962: Spiel-Objekt (Beton), Kita Martinistraße 61, Hamburg-Eppendorf
- 1964: ohne Titel (Stahlplastik), Hygiene-Institut, Marckmannstraße, Hamburg-Rothenburgsort
- 1965: ohne Titel (Stahlplastik), Jugendherberge Horner Rennbahn, Hamburg-Horn
- 1970: Stahlplastik, Spitalerstraße, Hamburg-Altstadt
- 1982: Welle über die Mauer (Edelstahl), Wilhelmshaven